# 佐賀駅バスセンター
佐賀駅バスセンター（さがえきバスセンター）は佐賀県佐賀市駅前中央一丁目12番1号、佐賀駅東側の約50ｍ先の線路高架下に併設しているバスターミナル。佐賀市内で運行されるバス路線のほぼ全てが乗り入れている。佐賀市から委託を受けた佐賀県バス・タクシー協会が運営している。年間の利用者数はおよそ200万人。

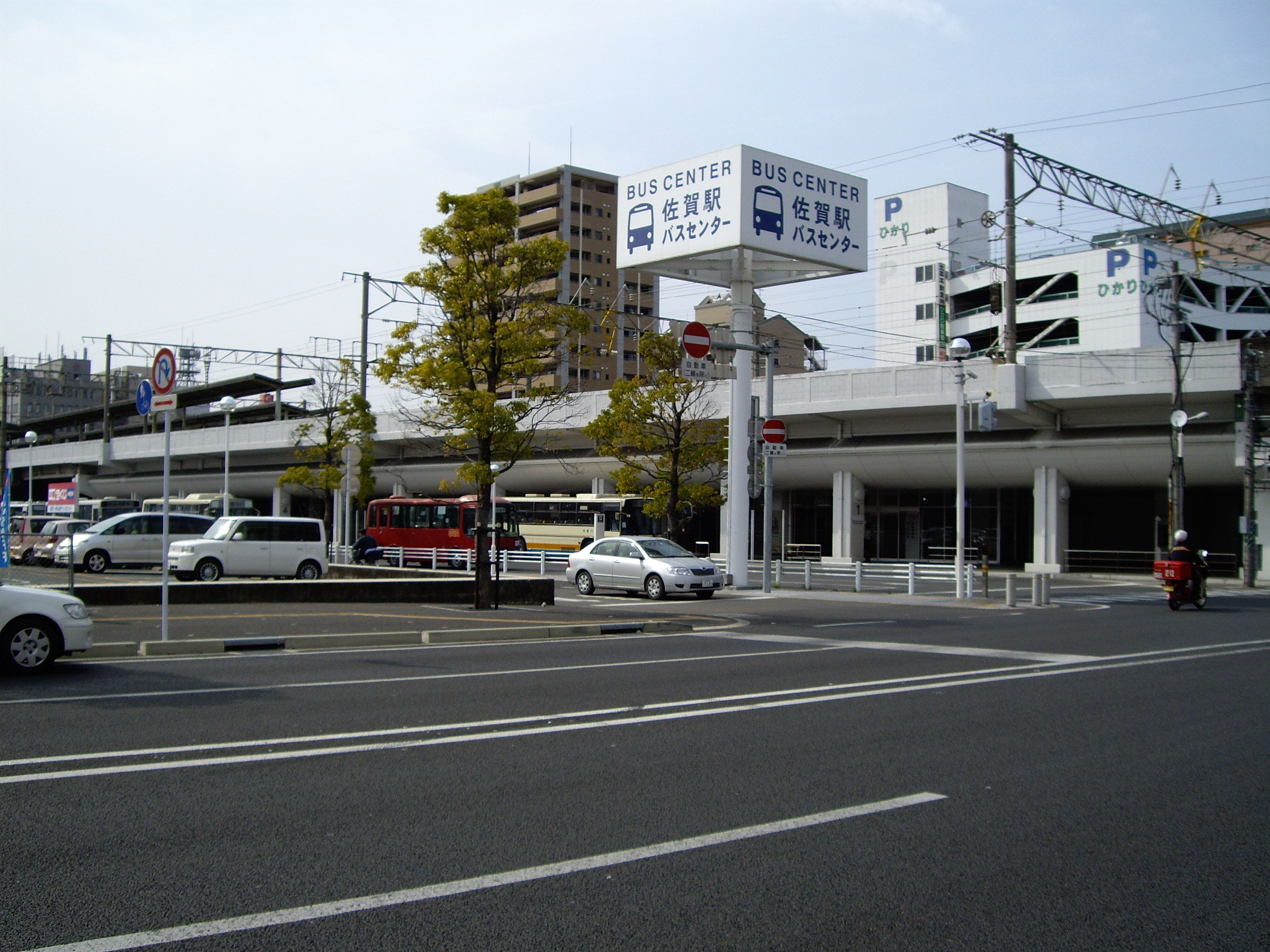
南東方向から見る写真

## 概要
1976年（昭和51年）に駅舎が現在の場所に移転した際、駅の近くに点在していた乗り場の集約を目的に建設され、10月18日に開業。その後30年近くの長きにわたって、鉄道高架下そのままのコンクリートむき出しの姿で使われていた。また、佐賀駅コンコースとの連絡路が地下に設置されており、階段の利用を強いられるため高齢者や身体障害者には大きな負担がかかるとして、連絡路のバリアフリー化が市議会で提案されていた。また、1990年代後半には現在の高架下から南に位置するスーパー西友佐賀店（2018年3月31日閉店）の駐車場の土地に新バスセンターを建設する構想もあったがその後撤回されている。
2004年（平成16年）9月1日に改修が終わり、高架下を活用した島式1面ホームはそのままで、白を基調としたきれいなバスターミナルになった。窓口カウンターでは乗り入れる4社（西鉄・市営・祐徳・昭和）の乗車券類を発売している。
外との隔壁が無かったセンター内にはガラス壁が設置され、冷暖房完備の待合室が作られ自動扉に改められている。また、床はすべて一部間伐材を含む県内産のヒノキ材を使用。佐賀駅との地下連絡路も改修に合わせて取り払われ平面移動の横断歩道になった。通常は歩行者優先で常時青を指し、バスが接近した時のみ感知して横断歩道を赤にする。改修費用は2億5千万円。人件費など合わせると総額3億円となる。なお、それに合わせてバスセンター周辺のバリアフリー化が進められた。
2022年10月1日、乗り場をバス会社別から行先方面別に再編、デジタルサイネージ（全体・乗り場別）の設置、案内サインの一新、運賃検索システムの設置など18年ぶりとなる全面リニューアルを行った。

### 設備・施設
- センターの中にはコンビニファミリーマートが入っている（営業は深夜23時まで。バスの乗車券の取り扱いは一切行っていない）。
- 案内所・切符売場　営業時間は平日8:00から18:00、土日祝日8:30から17:00。時間外の場合は各社局に直接電話で問い合わせるよう、電話番号がシャッターに表示されている。2016年4月、案内所のすぐ近くに、自動券売機が設置された[8]。
- トイレ・男女用のほか多用途（バリアフリー対応）トイレもある。
- 喫煙所・ガラス張りの待合所の外にあったが、今は建物の内部に専用の喫煙所ができている。
- 2019年4月、nimocaポイント交換機が設置された[9]。
- 2019年7月25日から同年9月13日まで、佐賀市交通局と佐賀市上下水道局によって、ドライミストが設置された[10]。
- 待合室内の天井や壁の改修工事が行われた。待合室内西側は、2019年8月下旬から同年9月下旬に行われ、待合室内東側は2019年9月下旬から同年10月下旬に行われた[11]。

- 佐賀駅側の出入口（2021年10月撮影）
- 南側（1～5番のりば）（2021年10月撮影）
- 北側（6～10番のりば）（2021年10月撮影）
- 待合室（2021年10月撮影）

## 発着高速バス

### 現行路線
高速バス
「福岡天神 - 佐賀（わかくす号）」（運営は西日本鉄道、運行は西鉄バス佐賀に管理委託） 
- 佐賀第二合同庁舎・佐賀駅バスセンター・商業校門前・SAGAサンライズパーク・SAGAサンライズパーク北・館橋・高木瀬公民館前・アルタ高木瀬店前・高志館高校前・高速金立・高速神埼・高速中原・高速鳥栖神辺・高速基山⇔西鉄天神高速バスターミナル

「福岡空港 - 佐賀」（運営は西日本鉄道、運行は西鉄バス佐賀に管理委託） 
- 佐賀第二合同庁舎・佐賀駅バスセンター・商業校門前・SAGAサンライズパーク・SAGAサンライズパーク北・館橋・高木瀬公民館前・アルタ高木瀬店前・高志館高校前・高速金立・高速神埼・高速中原・高速鳥栖神辺・高速基山・筑紫野⇔福岡空港

「佐賀・博多⇔大阪・USJ」（WILLER GROUP、運行は祐徳自動車）★夜行のみ
- 佐賀駅バスセンター・金立サービスエリア・基山パーキングエリア・博多バスターミナル・西鉄天神高速バスターミナル⇔ユニバーサル･スタジオ･ジャパン・WBT大阪梅田[12]（2021年12月17日-）

「佐賀・博多⇔広島」（WILLER GROUP、運行は祐徳自動車）★昼夜運行
- 佐賀駅バスセンター・金立サービスエリア・基山パーキングエリア・博多バスターミナル・西鉄天神高速バスターミナル・小倉駅新幹線口⇔広島駅北口

早朝5時から福岡方面に向かう乗客が集まるが、その時間帯はまだ当バスセンターの切符売り場は開いていないため、佐賀駅バスセンター（佐賀県バス・タクシー協会）の職員が来て往復切符等を手売りしている。

### 廃止路線
- サガンウェイ号（1993年廃止）
  - 唐津⇔多久⇔佐賀駅バスセンター⇔大阪梅田
- おおあそ号（1992年廃止）
  - 嬉野・唐津⇔佐賀駅バスセンター⇔熊本
- 佐賀⇔別府（別府号） 当初は、長崎自動車道・大分自動車道経由であったがのちに久留米経由に変更）
- 九州号（1999年佐賀経由便廃止）
  - 長崎⇔佐賀駅バスセンター⇔博多駅交通センター
- 佐賀 - 佐世保線（祐徳バス・西肥バス）
- かささぎ号
  - 佐賀駅バスセンター⇔小倉
- バルーンライナー
  - 唐津⇔佐賀駅バスセンター
- 空港連絡バス
  - 伊万里⇔武雄⇔佐賀駅バスセンター⇔佐賀空港（祐徳バス）
  - 唐津⇔多久⇔高速小城⇔佐賀駅バスセンター⇔県庁前・佐賀空港（昭和バス）
- 福岡空港 - 佐賀【吉野ヶ里歴史公園経由】（2025年2月休止）
  - *  佐賀第二合同庁舎・佐賀駅バスセンター・神埼協和町・神埼市役所・神埼駅通り・田手・吉野ヶ里歴史公園前・吉野ヶ里歴史公園入口・横田・東脊振役場前（東脊振IC口）・高速中原・高速鳥栖神辺・高速基山・筑紫野⇔福岡空港

## 路線バス

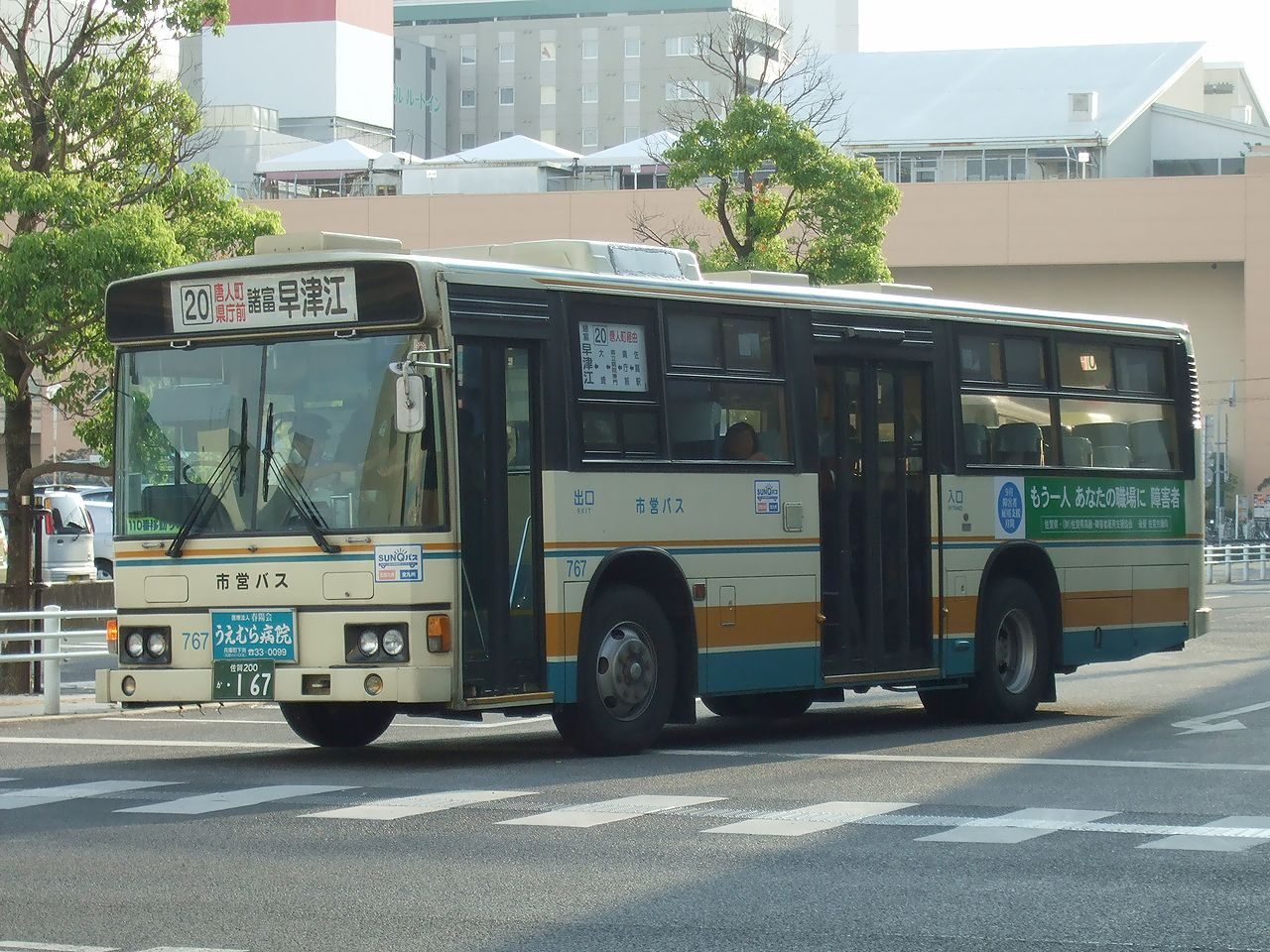
バスセンターから出発する佐賀市営バスの路線バス

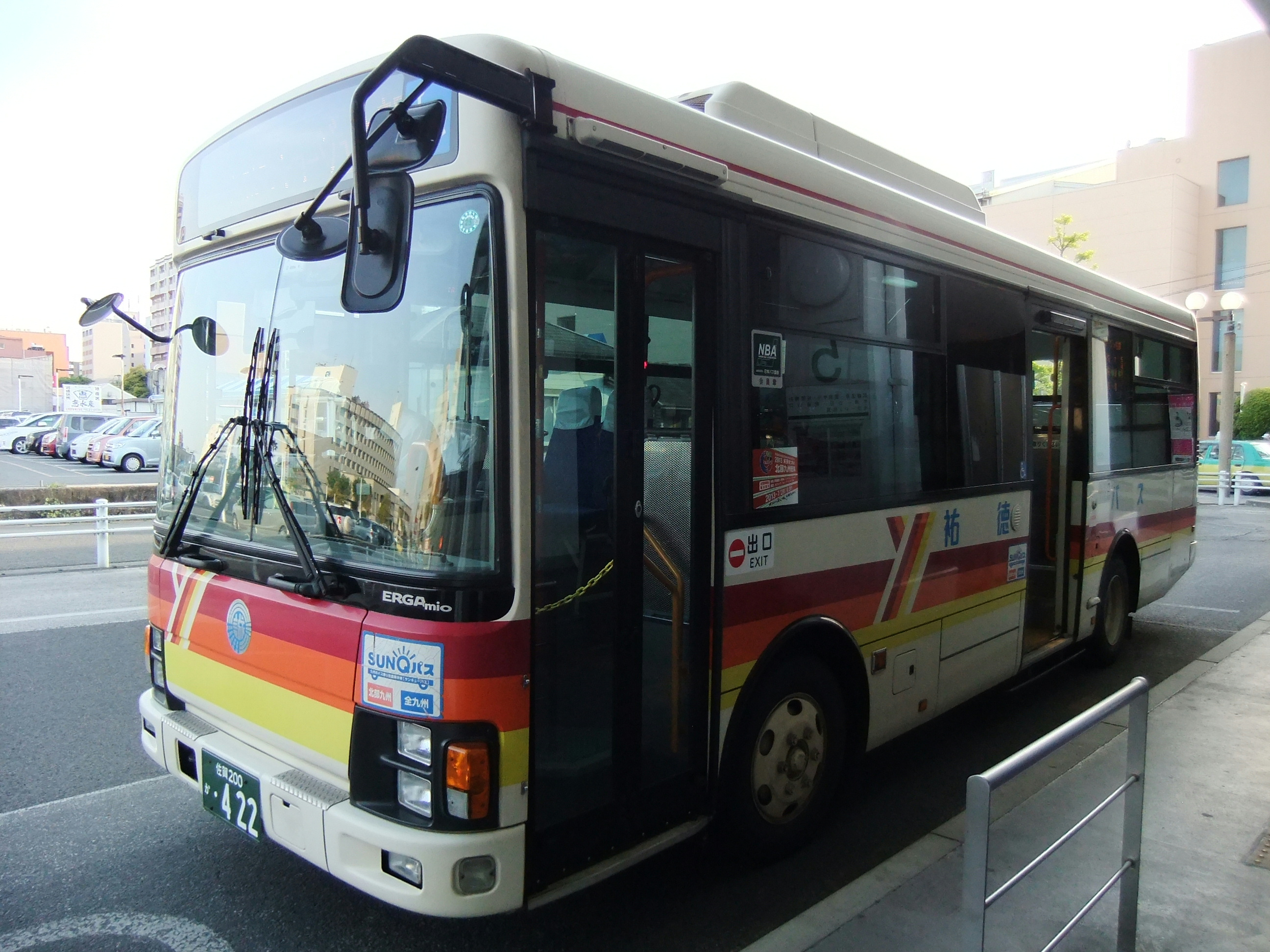
バスセンターに停車する祐徳バスの路線バス

### 1番のりば
佐賀空港・ゆめタウン・モラージュ・久留米方面
| 事業者名                     | 行先                                 | 路線名              |
| ---------------------------- | ------------------------------------ | ------------------- |
| 佐賀市交通局（佐賀市営バス） | ほほえみ館・夢咲公園・ゆめタウン方面 | 5.ゆめタウン線      |
| 佐賀市交通局（佐賀市営バス） | 佐賀空港方面準急・直行               | 7.佐賀空港線        |
| 西鉄バス佐賀                 | 神埼・目達原・久留米方面             | 40.神埼線           |
| 西鉄バス佐賀                 | 江見・久留米方面                     | 45.江見線           |
| 祐徳自動車（祐徳バス）       | 唐人町・モラージュ佐賀方面           | 80.モラージュ佐賀線 |
| 祐徳自動車（祐徳バス）       | 大財町・モラージュ佐賀方面           | 80.モラージュ佐賀線 |

### 2番のりば
SAGAサンライズパーク・大和・金立・佐大病院方面
| 事業者名                     | 行先                                                                     | 路線名                        |
| ---------------------------- | ------------------------------------------------------------------------ | ----------------------------- |
| 佐賀市交通局（佐賀市営バス） | SAGAサンライズパーク・自動車試験場・運転免許センター方面                 | 30.尼寺・金立線               |
| 佐賀市交通局（佐賀市営バス） | 佐賀北警察署・二俣・金立公民館方面                                       | 32.二俣・金立公民館線         |
| 佐賀市交通局（佐賀市営バス） | 陸運支局・高木瀬西・佐賀記念病院方面                                     | 36.若楠・佐賀記念病院線       |
| 佐賀市交通局（佐賀市営バス） | 神野公園・佐賀大学医学部方面                                             | 50.神野公園・佐賀大学病院線   |
| 佐賀市交通局（佐賀市営バス） | 卸センター・佐賀大学医学部方面                                           | 51.卸センター・佐賀大学病院線 |
| 昭和自動車（昭和バス）       | SAGAサンライズパーク・イオンモール佐賀大和・尼寺・川上・熊の川・古湯方面 | 73.古湯線                     |
| 昭和自動車（昭和バス）       | SAGAサンライズパーク・イオンモール佐賀大和・尼寺・中極・小城方面         | 74.中極線                     |
| 昭和自動車（昭和バス）       | SAGAサンライズパーク・イオンモール佐賀大和・尼寺・昭和バス佐賀営業所方面 | 75.東山田線                   |

### 3番のりば
県庁・諸冨・川副方面
| 事業者名                     | 行先                                     | 路線名                    |
| ---------------------------- | ---------------------------------------- | ------------------------- |
| 佐賀市交通局（佐賀市営バス） | 県庁前・佐嘉神社方面                     | 2.県庁前・佐嘉神社行き    |
| 佐賀市交通局（佐賀市営バス） | 県庁前・佐賀城跡方面                     | 6.佐賀城跡線              |
| 佐賀市交通局（佐賀市営バス） | 諸富橋・早津江方面                       | 20.諸富・早津江線         |
| 佐賀市交通局（佐賀市営バス） | 諸富橋・橋津方面                         | 21.諸富・橋津線           |
| 佐賀市交通局（佐賀市営バス） | 龍谷学園・佐賀東高校方面                 | 22.龍谷学園・佐賀東高校線 |
| 佐賀市交通局（佐賀市営バス） | 大崎・犬井道・大詫間方面                 | 23.犬井道・大詫間線       |
| 佐賀市交通局（佐賀市営バス） | 広江・犬井道・和崎方面                   | 25.広江・和崎線           |
| 佐賀市交通局（佐賀市営バス） | エスプラッツ・今宿町・高尾・道崎団地方面 | 28.今宿・道崎線           |
| 佐賀市交通局（佐賀市営バス） | 蓮池・橋津方面                           | 29.蓮池・橋津線           |
| 西鉄バス久留米               | 諸富・大川・西鉄柳川駅方面               | 42.柳川線                 |

### 4番のりば
佐賀大学・佐賀女子短期大学・中折方面
| 事業者名                     | 行先                                     | 路線名                          |
| ---------------------------- | ---------------------------------------- | ------------------------------- |
| 佐賀市交通局（佐賀市営バス） | 中央大通り・西田代・佐賀女子短大方面     | 3.佐賀女子短大・高校線          |
| 佐賀市交通局（佐賀市営バス） | 中央大通り・佐賀大学・佐賀女子短大方面   | 4.佐賀女子短大・高校線          |
| 佐賀市交通局（佐賀市営バス） | 佐賀大学・西与賀方面                     | 11.佐賀大学・西与賀線           |
| 佐賀市交通局（佐賀市営バス） | 佐賀大学・東与賀方面                     | 12.佐賀大学・東与賀線           |
| 佐賀市交通局（佐賀市営バス） | 長瀬町・博物館循環                       | 26.平松循環線                   |
| 佐賀市交通局（佐賀市営バス） | 中折・クレオパーク鍋島方面               | 58.中折・クレオパーク鍋島線     |
| 佐賀市交通局（佐賀市営バス） | 中折・西佐賀団地・クレオパーク鍋島方面   | 59.鍋島駅北・クレオパーク鍋島線 |
| 佐賀市交通局（佐賀市営バス） | 紡績通り・佐賀大学・佐賀女子短大方面準急 | 63.佐賀女子短大・高校線         |

### 5番のりば
医療センター好生館・久保田方面
| 事業者名                     | 行先                                                 | 路線名                |
| ---------------------------- | ---------------------------------------------------- | --------------------- |
| 佐賀市交通局（佐賀市営バス） | 医療センター・徳万・久保田方面                       | 18.徳万・久保田線     |
| 佐賀市交通局（佐賀市営バス） | 医療センター・嘉瀬新町・久保田方面                   | 27.嘉瀬新町・久保田線 |
| 昭和自動車（昭和バス）       | 護国神社方面                                         | 70.護国神社行き       |
| 昭和自動車（昭和バス）       | 医療センター・小城・公立佐賀中央病院・多久・唐津方面 | 71.唐津線 72.多久線   |
| 祐徳自動車（祐徳バス）       | 医療センター・鹿島・祐徳神社方面                     | 81.佐賀・鹿島線       |
| 祐徳自動車（祐徳バス）       | 医療センター・武雄温泉駅・下西山車庫方面             | 82.佐賀・武雄線       |

### 6番のりば
高速バス
| 事業者名                                 | 行先・方面         | 路線名                       |
| ---------------------------------------- | ------------------ | ---------------------------- |
| 西日本鉄道（西鉄バス佐賀へ委託）         | 高速基山・天神     | 福岡（天神）線（わかくす号） |
| 西日本鉄道（西鉄バス佐賀へ委託）         | 高速基山・福岡空港 | 福岡空港線                   |
| ウィラーエクスプレス（祐徳自動車が運行） | 大阪（USJ・梅田）  | 大阪～福岡・佐賀線           |
| ウィラーエクスプレス（祐徳自動車が運行） | 広島               | 広島～福岡・佐賀線           |

### 7番のりば
佐賀中部病院・佐賀第二合同庁舎方面
| 事業者名                     | 行先                                       | 路線名                    |
| ---------------------------- | ------------------------------------------ | ------------------------- |
| 西鉄バス佐賀                 | 佐賀第二合同庁舎方面                       | 40.神埼線 45.江見線       |
| 佐賀市交通局（佐賀市営バス） | 佐賀中部病院・兵庫・久保泉工業団地方面     | 56.兵庫・久保泉工業団地線 |
| 佐賀市交通局（佐賀市営バス） | 佐賀中部病院・伊賀屋・川久保・清友病院方面 | 60.伊賀屋・清友病院線     |

### 8番のりば
| 事業者名               | 行先       | 路線名       |
| ---------------------- | ---------- | ------------ |
| 祐徳自動車（祐徳バス） | 武雄競輪場 | 無料直行バス |
| 臨時便                 |            |              |
| 貸切バス               |            |              |
| 観光バス               |            |              |

### 9番・10番おりば
| 行先                             |
| -------------------------------- |
| 昭和・祐徳・市営・西鉄バスの降車 |

## 佐賀駅周辺の路線バス停留所
佐賀駅周辺にはバスセンター以外に「佐賀駅北口」バス停があり、サンライズストリート（市道三溝線）の上下線、駅北通り（市道新家線）の上り線の3カ所に乗降場が設置されている。なお「佐賀駅北口」を通過する路線は全て佐賀駅バスセンターにも停車する。ほか、バスセンター南側の駐車場東側にユタカ交通の「佐賀」停留所（佐賀駅南側アップルパーク（駐車場）東側バス停）があり関西行きの夜間高速バス「ユタカライナー」が発着している。